# Marc Baumgartner
Marc Baumgartner (* 4. März 1971 in Bern) ist ein ehemaliger Schweizer Handballspieler. Er spielte in seiner aktiven Zeit im linken Rückraum. 

## Karriere
Baumgartner bestritt schon als 16-Jähriger sein Debüt in der Nationalliga A beim BSV Bern Muri. Hier entwickelte er sich zu einem der torgefährlichsten Spieler der Schweizer Liga. Er wurde in den Jahren 1992 und 1994 Torschützenkönig in der Nationalliga A.
1994 verpflichtete ihn der deutsche Bundesligist TBV Lemgo, für den er erfolgreich viele Jahre – mit einer kurzen Unterbrechung – spielte. Nach insgesamt 270 Bundesligaspielen (1261 Tore) für den TBV wechselte er 2005 wieder zum BSV Bern Muri, bei dem er zusätzlich die Geschäftsstelle leitete. Nach einem Jahr beendete «Boumi» seine sportliche Karriere und kümmerte sich nur noch um die Geschäftsstelle. In der Nationalliga A hatte er 248 Spiele absolviert, in denen er 1563 Treffer erzielte.
Die Tätigkeit als Geschäftsstellenleiter beendete er im September 2006, als ihm der Posten des Assistenztrainers in der Schweizer Nationalmannschaft angeboten wurde. Nach nur einem Jahr als Assistenztrainer wurde Baumgartner aus finanziellen Gründen nicht weiterbeschäftigt.
Sein Länderspieldebüt für die Schweizer Nationalmannschaft bestritt er am 25. Oktober 1990 gegen Ungarn, wobei er zwölf Tore warf. Insgesamt bestritt er in seiner Länderspielkarriere 169 Partien, in denen er 1093 Tore warf, womit er Rekordtorschütze seines Landes war. Am 16. Januar 2024 wurde sein Rekord von Andy Schmid übertroffen. Bei der Weltmeisterschaft 1993, wo die Schweizer Auswahl den 4. Platz belegte, wurde er mit 47 Toren Torschützenkönig der WM. Bei den Olympischen Spielen 1996 belegte er den achten Rang.

## Erfolge
- mit TBV Lemgo
  - 2× Deutscher Meister: 1997, 2003
  - 3× Deutscher Pokalsieger: 1995, 1997, 2002
  - Europapokal der Pokalsieger: 1996
- mit der Schweizer Nationalmannschaft
  - 4. Platz bei der WM 1993
  - Torschützenkönig der WM 1993